# مرشدات نيوزيلندا
مرشدات نيوزيلندا هي المنظمة الإرشادية الوطنية في نيوزيلندا ولقد تأسست حركة المرشدات في نيوزيلندا 1908 وأصبحت عضو كامل العضوية في الجمعية العالمية للمرشدات وفتيات الكشافة في العام نفسه. المنظمة للفتيات فقط وتحوي 10,049 عضو (اعتبارا عام 2016).